# Amy, la niña de la mochila azul vol. 2
Amy, la niña de la mochila azul vol. 2 es la segunda banda sonora de la telenovela Amy, la niña de la mochila azul, lanzado en 2004.

## Información del disco
Debido al éxito obtenido con el primer disco de la telenovela, que obtuvo disco de oro y apareció en las listas de popularidad de los Billboard, la compañía disquera bajo la que se produjo el disco anterior, Universal Music, y la producción de la telenovela sacó un segundo volumen con música de la telenovela teniendo nuevos temas.
Este disco al igual que el anterior también tuvo un notable recibimiento por parte del público, alcanzando disco de oro en México por más de 50 mil unidades vendidas a nivel nacional.

## Lista de canciones
1. Caminos de luz
2. Ritual de iniciación
3. Se busca una mirada
4. El tiburón chimuelo
5. La fogata
6. La marcha del orfanato
7. El cielo en brazos de papa
8. Tu siempre estarás
9. Milagrito
10. Corazón de niña
11. Tu nombre está en las estrellas
12. Chiquita pero picosa
13. Que sentirá tener mamá
14. El mundo es un hit